# Adiato Djaló Nandigna
Maria Adiato Djaló Nandigna – polityk z Gwinei Bissau, minister spraw zagranicznych do stycznia do października 2009, minister komunikacji społecznej od października 2009. Pełniąca obowiązki premiera Gwinei Bissau od 10 lutego do 12 kwietnia 2012, do czasu wojskowego zamachu stanu.

## Życiorys
Adiato Djaló Nandigna, jako członkini Afrykańskiej Partii na rzecz Niepodległości Gwinei i Wysp Zielonego Przylądka (PAIGC), 17 kwietnia 2007 objęła stanowisko ministra kultury, młodzieży i sportu w rządzie Martinho Ndafy Kabiego. Zachowała je również w gabinecie premiera Carlosa Correii, sformowanym 9 sierpnia 2008 po upadku poprzedniego rządu.
7 stycznia 2009 objęła stanowisko ministra spraw zagranicznych w utworzonym po wyborach parlamentarnych rządzie Carlosa Gomesa Júniora. W wyniku wymiany na stanowiskach ministrów, 28 października 2009 objęła urząd ministra komunikacji społecznej i stosunków z parlamentem. Została również rzecznikiem rządu.
10 lutego 2012 została mianowana przez Carlosa Gomesa Júniora pełniącą obowiązki premiera, po rezygnacji ze stanowiska dotychczasowego szefa rządu z powodu startu w wyborach prezydenckich, zaplanowanych na 18 marca 2012 i organizowanych w związku ze śmiercią prezydenta Malama Bacaia Sanhy. Stanęła także na czele jego sztabu wyborczego.
12 kwietnia 2012, po dokonaniu przez wojsko zamachu stanu, została usunięta z urzędu. Wojsko rozwiązało wszystkie instytucje państwa oraz aresztowało pełniącego obowiązki prezydenta Raimundo Pereierę i kandydata w wyborach Carlosa Gomesa Júniora. Władzę w kraju przejęło Dowództwo Wojskowe na czele z generałem Mamadu Ture Kurumą. Po przeworcie przebywała do końca maja 2012 w placówce Unii Europejskiej, po czym powróciła do swojego miejsca zamieszkania. 16 maja 2012, po zawarciu porozumienia przez juntę wojskową z ECOWAS, nowym szefem przejściowego rządu został mianowany Rui Duarte de Barros.